# Formatie van Ommelanden
De Ommelanden-formatie (sic) is een geologische formatie die voorkomt in de Nederlandse ondergrond. De formatie is afgezet in de Noordzee vanaf het Turonien (laat-Krijt, zo'n 90 Ma geleden) tot en met het Danien (vroeg-Paleoceen, ongeveer 62 miljoen jaar geleden).
De formatie is genoemd naar de Ommelanden, de benaming voor de provincie Groningen, zonder de stad.

## Eigenschappen
De Ommelanden-formatie is afgezet in vrijwel de gehele zuidelijke Noordzee, inclusief een deel van het Britse continentaal plat. Lithologisch bestaat de formatie uit krijtgesteente (Engels: chalk), een speciaal soort kalksteen bestaande uit de skeletjes van microscopisch kleine algen. Zoals vaak in krijtgesteente is ook in de Ommelanden Formatie veel vuursteen aanwezig, in de vorm van lagen of knollen.
De formatie is afgezet in de ondiepe warme (binnen)zee die zich aan het einde van het Krijt ten noorden van het Massief van Brabant bevond. Dit krijtgesteente komt ook aan de oppervlakte in Limburg (o.a. in de Sint-Pietersberg en ENCI-groeve).
De Ommelanden-formatie ligt op de Formatie van Texel, ook een formatie bestaande uit krijtgesteente. Boven op de Ommelanden Formatie liggen afzettingen van de Boven-Noordzee-groep (een opeenvolging van ondiep mariene formaties).

## Olie-industrie
We weten veel van de Ommelanden-formatie door de olieboringen die zijn gedaan op de Noordzee. Vooral in de noordelijker gelegen blokken waarin het Nederlandse deel van de Noordzee is opgedeeld, komt er gas in de Ommelanden Formatie voor. Ook hebben oliemaatschappijen last van de keiharde vuursteenknollen die zich in het krijtgesteente bevinden, omdat die de boorkop zwaar kunnen beschadigen.